# Musca gastrodes
Musca gastrodes là một loài ruồi trong họ Tachinidae.